# Serie B 1965-1966 (pallacanestro maschile)
Il campionato di Serie B pallacanestro maschile 1965-1966 è stato il 15° organizzato sotto questa definizione e il 1° dall'ultima riforma dei campionati. Elette e Serie A tornano a formare un unico livello, e la Serie B è così "promossa" a nuovo secondo livello del 44º campionato italiano. La sconfitta perde d'importanza e da quest'anno non viene più assegnato un punto alle squadre perdenti. I gironi della nuova Serie B sono tre, le squadre si incontrano in ogni raggruppamento in partite di andata e ritorno. Le prime di ogni girone si giocano le due promozioni dirette in uno spareggio a tre; la terza classificata disputa poi una serie di incontri di qualificazione (andata/ritorno ed eventuale spareggio) con la terz'ultima classificata in Serie A.
U.G. Goriziana e Libertas Livorno tornano in Serie A subito dopo la retrocessione, avvenuta durante la stagione precedente.

## Girone A

### Classifica
|  |     | Classifica finale 1965-1966 | Pt | G  | V  | P  | GF   | GS   |
|  | --- | --------------------------- | -- | -- | -- | -- | ---- | ---- |
|  | 1.  | U.G. Goriziana              | 26 | 16 | 13 | 3  | 1265 | 886  |
|  | 2.  | Becchi Forlì                | 22 | 16 | 11 | 5  | 1084 | 997  |
|  | 3.  | SAFOG Gorizia               | 18 | 16 | 9  | 7  | 1015 | 1044 |
|  | 4.  | Snaidero Udine              | 16 | 16 | 8  | 8  | 1031 | 1043 |
|  | 4.  | Stamura Ancona              | 16 | 16 | 8  | 8  | 874  | 941  |
|  | 4.  | Ginnastica Triestina        | 16 | 16 | 8  | 8  | 980  | 1082 |
|  | 7.  | Libertas Brindisi           | 14 | 16 | 7  | 9  | 986  | 1026 |
|  | 8.  | Recoaro Vicenza             | 8  | 16 | 4  | 12 | 979  | 1085 |
|  | 9.  | Robur Ravenna               | 8  | 16 | 4  | 12 | 939  | 1049 |
|  | 10. | Calabresi Bari              | -  | -  | -  | -  | -    | -    |

### Risultati
| Risultati            | ANC    | BRI   | FOR   | S.GOR | G.GOR | RAV   | TRI   | UDI   | VIC   |
| -------------------- | ------ | ----- | ----- | ----- | ----- | ----- | ----- | ----- | ----- |
| Stamura Ancona       |        | 50-47 | 63-52 | 45-49 | 52-50 | 46-33 | 69-35 | 54-56 | 53-49 |
| Libertas Brindisi    | 62-56  |       | 75-62 | 64-66 | 52-56 | 54-50 | 79-53 | 68-57 | 59-54 |
| Becchi Forlì         | 72-48  | 81-59 |       | 55-58 | 79-73 | 64-54 | 79-57 | 71-52 | 73-72 |
| Safog Gorizia        | 49-51  | 79-67 | 71-75 |       | 58-77 | 76-62 | 74-66 | 79-66 | 70-61 |
| U.G. Goriziana       | 102-47 | 76-50 | 87-61 | 83-51 |       | 98-44 | 96-47 | 90-60 | 99-57 |
| Robur Ravenna        | 43-59  | 68-78 | 57-63 | 60-63 | 69-59 |       | 74-59 | 70-60 | 76-65 |
| Ginnastica Triestina | 83-47  | 78-64 | 58-54 | 71-56 | 53-69 | 72-64 |       | 65-55 | 60-54 |
| Snaidero Udine       | 77-66  | 85-60 | 55-73 | 67-55 | 60-69 | 66-51 | 83-52 |       | 68-66 |
| Recoaro Vicenza      | 82-68  | 55-48 | 58-70 | 74-61 | 46-81 | 67-64 | 65-71 | 54-64 |       |

## Girone B

### Classifica
|  |     | Classifica finale 1965-1966 | Pt | G  | V  | P  | GF   | GS   |
|  | --- | --------------------------- | -- | -- | -- | -- | ---- | ---- |
|  | 1.  | Fides Bologna               | 24 | 18 | 12 | 6  | 1147 | 1091 |
|  | 2.  | Cassera Bologna             | 24 | 18 | 12 | 6  | 1305 | 1127 |
|  | 3.  | Ramazzotti Vigevano         | 24 | 18 | 12 | 6  | 1128 | 1073 |
|  | 4.  | Olimpia Cagliari            | 22 | 18 | 11 | 7  | 1245 | 1201 |
|  | 5.  | Algor Varese                | 18 | 18 | 9  | 9  | 1193 | 1230 |
|  | 6.  | Italsider Genova            | 16 | 18 | 8  | 10 | 1217 | 1211 |
|  | 7.  | Forze Armate Vigna di Valle | 14 | 18 | 7  | 11 | 1192 | 1228 |
|  | 8.  | Termoshell Reggio Emilia    | 14 | 18 | 7  | 11 | 1143 | 1219 |
|  | 9.  | San Pellegrino Milano       | 12 | 18 | 6  | 12 | 1120 | 1149 |
|  | 10. | Amatori Carrara             | 12 | 18 | 6  | 12 | 1082 | 1233 |

### Risultati
| Risultati                   | Fi.Bo | Ca.Bo | VIG   | CAG   | VAR   | GEN   | ROM   | REG   | MIL   | CAR    |
| --------------------------- | ----- | ----- | ----- | ----- | ----- | ----- | ----- | ----- | ----- | ------ |
| Fides Bologna               |       | 66-65 | 53-49 | 69-63 | 77-75 | 74-56 | -     | -     | 55-49 | -      |
| Cassera Bologna             | 65-58 |       | -     | 86-73 | 78-57 | -     | 82-65 | 88-63 | 76-62 | -      |
| Ramazzotti Vigevano         | 61-52 | 56-53 |       | -     | -     | 75-60 | 53-47 | 59-50 | -     | 62-41  |
| Olimpia Cagliari            | -     | 72-66 | 65-64 |       | -     | 67-72 | -     | 83-65 | 84-68 | 78-66  |
| Algor Varese                | 60-56 | -     | 68-62 | 89-75 |       | 63-60 | 75-57 | -     | 69-60 | -      |
| Italsider Genova            | 60-64 | 88-62 | 76-84 | 57-61 | 66-56 |       | 60-69 | 83-72 | 68-50 | 101-56 |
| Forze Armate Vigna di Valle | 71-68 | -     | -     | 67-71 | 96-83 | 92-71 |       | 69-60 | -     | 71-66  |
| Termoshell Reggio Emilia    | 73-76 | 66-83 | 65-54 | 62-74 | 66-54 | 78-65 | -     |       | 67-65 | 59-57  |
| San Pellegrino Milano       | -     | -     | 59-61 | 64-59 | -     | 54-59 | 94-66 | 74-65 |       | 72-57  |
| Amatori Carrara             | 63-60 | 60-59 | -     | 65-63 | 54-50 | 57-64 | 63-60 | -     | 45-54 |        |

### Spareggi 1º posto
| 23 aprile 1966 | Fides Bologna | 70 – 67 | Ramazzotti Vigevano | Livorno |

| 24 aprile 1966 | Cassera Bologna | 87 – 69 | Ramazzotti Vigevano | Livorno |

| 25 aprile 1966 | Fides Bologna | 69 – 60 | Cassera Bologna | Livorno |

### Spareggio salvezza
| 17 aprile 1966 | Forze Armate Vigna di Valle | 68 – 58 | Termoshell Reggio Emilia |  |

## Girone C

### Classifica
|  |     | Classifica finale 1965-1966 | Pt | G  | V  | P  | GF   | GS   |
|  | --- | --------------------------- | -- | -- | -- | -- | ---- | ---- |
|  | 1.  | Libertas Livorno            | 30 | 18 | 15 | 3  | 1322 | 938  |
|  | 2.  | Portuale Livorno            | 24 | 18 | 12 | 6  | 1161 | 1040 |
|  | 3.  | Lazio Roma                  | 22 | 18 | 11 | 7  | 1202 | 1072 |
|  | 4.  | Elettropaid Firenze         | 20 | 18 | 10 | 8  | 1100 | 1042 |
|  | 5.  | Fiamma Roma                 | 18 | 18 | 9  | 9  | 1053 | 1075 |
|  | 6.  | Benati Imola                | 18 | 18 | 9  | 9  | 1029 | 1059 |
|  | 7.  | Virtus Ragusa               | 16 | 18 | 8  | 10 | 998  | 1137 |
|  | 8.  | Libertas Maddaloni          | 16 | 18 | 8  | 10 | 1068 | 1082 |
|  | 9.  | Spinasanta Messina          | 14 | 18 | 7  | 11 | 933  | 1068 |
|  | 10. | Pallacanestro Siracusa      | 2  | 18 | 1  | 17 | 794  | 1147 |

### Risultati
| Risultati              | EL.FI | BE.IM | LI.MA | SP.ME | LI.LI | PO.LI | VI.RA  | FI.RO | LA.RO | P.SIR |
| ---------------------- | ----- | ----- | ----- | ----- | ----- | ----- | ------ | ----- | ----- | ----- |
| Elettropaid Firenze    |       | 71-47 | 53-48 | 64-44 | 54-77 | 58-54 | 72-52  | 58-61 | 70-56 | 85-42 |
| Benati Imola           | 45-52 |       | 68-57 | 55-35 | 57-54 | 60-50 | 90-57  | 58-40 | 57-56 | 63-44 |
| Libertas Maddaloni     | 55-67 | 62-41 |       | 70-55 | 48-58 | 59-49 | 61-58  | 79-60 | 42-58 | 76-53 |
| Spinasanta Messina     | 58-55 | 71-68 | 54-48 |       | 68-78 | 45-48 | 59-55  | 53-41 | 61-60 | 60-50 |
| Libertas Livorno       | 72-52 | 84-42 | 84-60 | 73-40 |       | 81-61 | 115-34 | 99-53 | 82-55 | 78-34 |
| Portuale Livorno       | 58-49 | 81-59 | 71-67 | 81-58 | 56-59 |       | 87-53  | 67-56 | 67-64 | 75-38 |
| Virtus Ragusa          | 66-44 | 64-58 | 54-56 | 43-39 | 44-36 | 59-61 |        | 63-65 | 70-55 | 52-36 |
| Fiamma Roma            | 79-75 | 63-52 | 73-64 | 67-49 | 50-53 | 43-49 | 60-62  |       | 59-63 | 63-50 |
| Lazio Roma             | 80-58 | 75-57 | 66-49 | 74-58 | 93-57 | 65-59 | 94-60  | 55-57 |       | 79-40 |
| Pallacanestro Siracusa | 48-63 | 43-52 | 60-67 | 38-26 | 37-52 | 67-87 | 49-52  | 26-63 | 39-54 |       |

### Spareggio salvezza
| 17 aprile 1966 | Virtus Ragusa | 81 – 61 | Libertas Maddaloni |  |

## Concentramento finale
| 6 maggio | Libertas Livorno | 60 – 54 | Fides Bologna | Torino |

| 7 maggio | U.G. Goriziana | 68 – 44 | Fides Bologna | Torino |

| 8 maggio | U.G. Goriziana | 53 – 49 | Libertas Livorno | Torino |

|  |    | Classifica finale 1965-1966 | Pt | G | V | P | GF  | GS  |
|  | -- | --------------------------- | -- | - | - | - | --- | --- |
|  | 1. | U.G. Goriziana              | 4  | 2 | 2 | 0 | 121 | 93  |
|  | 2. | Libertas Livorno            | 2  | 2 | 1 | 1 | 109 | 107 |
|  | 3. | Fides Bologna               | 0  | 2 | 0 | 2 | 98  | 128 |

## Qualificazione Serie A/B
|  | Alcisa Bologna | 64 – 62 | Fides Bologna | (andata) |

|  | Fides Bologna | 74 – 68 | Alcisa Bologna | (ritorno) |

|  | Alcisa Bologna | 75 – 65 | Fides Bologna | (spareggio) |

- Alcisa Bologna rimane in Serie A, Fides Bologna rimane in Serie B

## Verdetti
- La Unione Ginnastica Goriziana vince il Titolo Italiano di Serie B

Formazione Gorizia: Tommasi, Covelli, Rossi, Del Bene, Bisesi, Kraier, Bozzecco, Ponion, Michelini, Turra